# Obésité canine

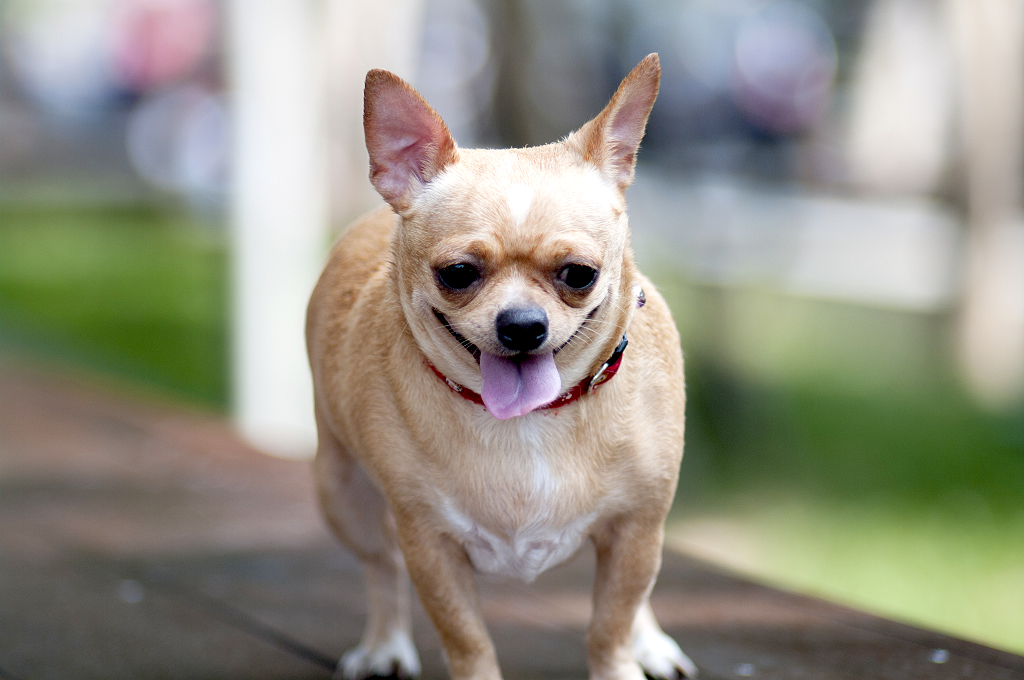
Un chihuahua obèse.

L’obésité canine est une maladie inflammatoire chronique et multifactorielle, qui se manifeste principalement par une masse graisseuse excessive, qui diminue significativement la longévité et la qualité de vie de l'animal. L'obésité est couramment associée à d'autres pathologies qu'elle est parfois également susceptible de favoriser, comme le diabète ou l'arthrose. Sa prise en charge, qui a pour objectif une perte de poids durable, est globale, associant un aspect nutritionnel, physique, comportemental et parfois médicamenteux.

## Définition
L'obésité est définie comme un excès de graisse corporelle d'au moins 20 %,, ce qui correspond à une masse grasse qui représente 35 % ou 40 % du poids corporel.

## Épidémiologie

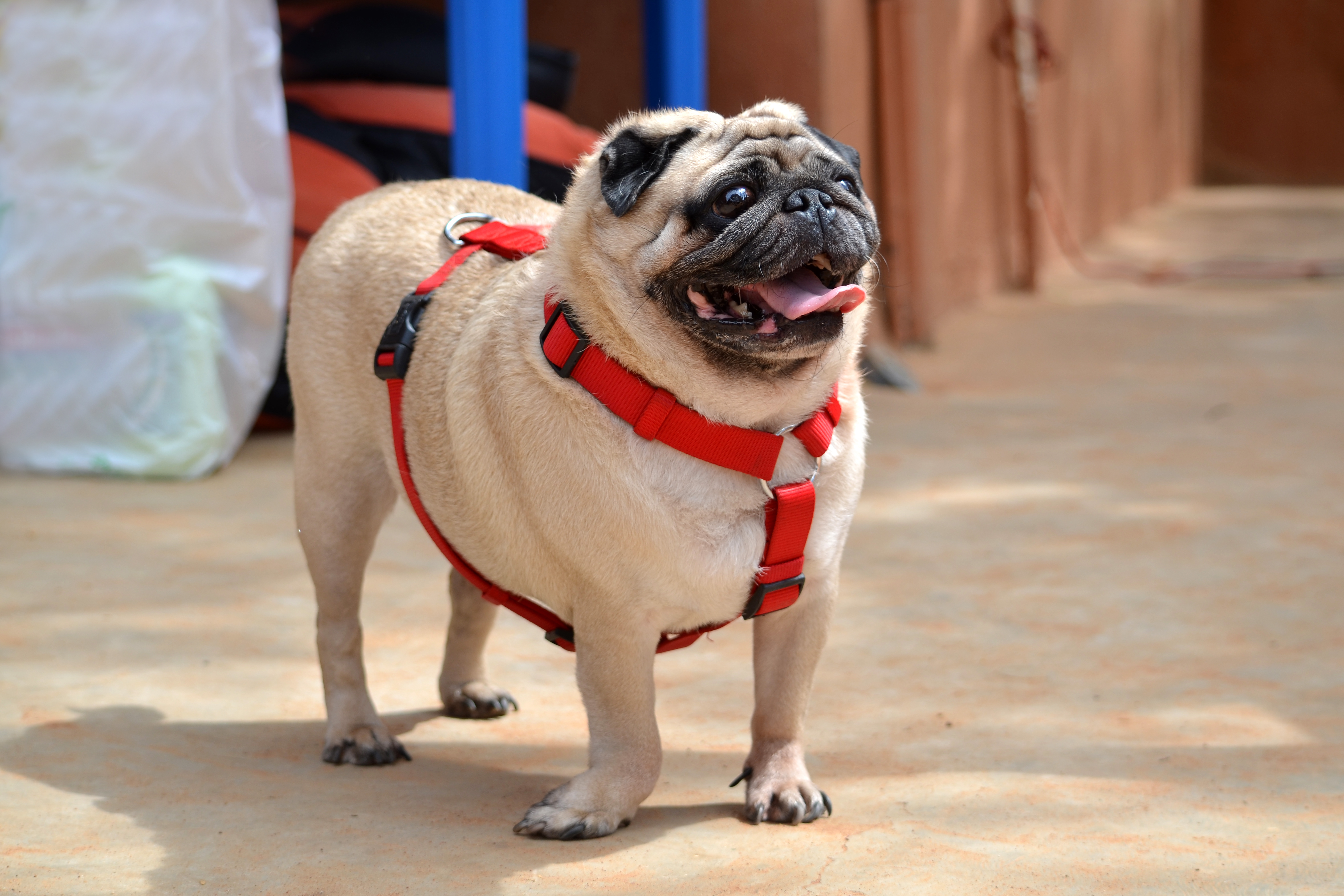
Avec les Labrador et les Bassets hound, les Carlins sont plus souvent susceptibles d'être en surpoids ou obèses dans les expositions canines que les autres races.

La prévalence de l'obésité canine est estimée comprise entre 11,2 % et 59,4 %, selon les études. Il s'agit de la maladie nutritionnelle la plus fréquente chez le chien dans les pays occidentaux. La proportion de chiens obèses est de plus en plus importante.
Une étude sur des chiens d'exposition canine montre que 18,6 % des chiens présentés avaient un score d'état corporel supérieur à 5/9 et 1,1 % supérieur à 7/9, tandis que selon une autre, 26 % des chiens exposés étaient au moins en surpoids. Les chiens de race Carlin, Labrador et Basset hound étaient davantage susceptibles de présenter un surpoids.

## Étiologie
Les causes de l'obésité sont variées, mais la principale cause de l'obésité chez le chien résulte du déséquilibre énergétique entre le nombre de calories ingérées et celles dépensées.
L'obésité peut également être provoquée par une maladie préexistante, iatrogène ou une prédisposition génétique. La cause de l'obésité chez le chien est attribuable dans 97 % des cas aux pratiques du propriétaire de l'animal, responsable de l'alimentation, contre 3 % à des paramètres relatifs au chien.

### Facteurs de risque

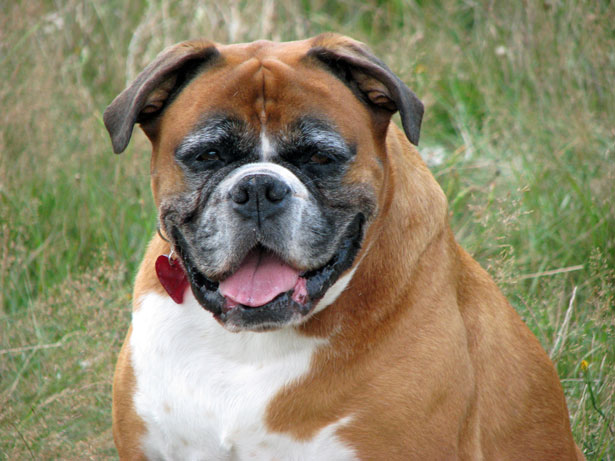
Un Boxer obèse.

Les facteurs de risques relèvent de plusieurs catégories,. Ils sont soit liés à des caractéristiques endogènes, c'est-à-dire liés à l'animal (sexe,, âge,, race,, statut reproducteur,,, pathologie endocrinienne ou trouble du comportement, prédisposition génétique), soit à des caractéristiques exogènes comme le mode de vie (activité physique, éducation, type et fréquence d'alimentation) et l'environnement (traitements médicamenteux, maître).
La fréquence de l'obésité augmente avec l'âge,. Les femelles sont plus à risque,. La stérilisation contribue au risque d'obésité, probablement en modifiant le métabolisme et le comportement alimentaire de l'animal, le conduisant à consommer davantage de nourriture alors que ses besoins métaboliques ont décru,. Les chiens stérilisés ont ainsi 2,8 fois plus de risque de développer du surpoids.
Les habitudes alimentaires peuvent constituer des facteurs de risque ; les aliments riches en graisses, plus appétents, et la distribution de friandises favorisent la survenue de l'obésité. Le fait d'être en présence d'un autre chien favorise l'ingestion d'aliments. Les habitudes de vie, dont le manque d'activité et la sédentarité, sont des facteurs de risque connus. Les chiens ayant seulement un accès à un jardin ont davantage tendance à devenir obèses par rapport aux chiens qui sont promenés en extérieur. Les chiens ayant un maître en surpoids sont également prédisposés, ainsi que ceux qui ont un maître âgé.
Certaines races sont plus exposées au risque d'obésité, en particulier celles de type Retriever (Labrador et Golden),. Les Bassets hounds, Beagles, bergers d'Écosse, Bouviers bernois, Cairn terriers, Cavaliers King Charles, Chow-chows, Cockers, Rottweilers, Saint-bernard, Scottish terriers, Teckels, Terre-Neuves sont aussi davantage concernés par l'obésité. La délétion du gène POMC est connue pour favoriser le développement de la graisse et augmenter l'appétence du chien, et elle est souvent retrouvée chez les Labradors.
Certaines pathologies, comme de l'hypothyroïdisme ou un syndrome de Cushing, ou bien des traitements médicamenteux, peuvent être à l'origine d'un accroissement de l'ingestion alimentaire. Le virus de la maladie de Carré peut induire une obésité.

## Physiopathologie
Le tissu adipeux est ainsi un tissu de nature inflammatoire qui produit des cytokines comme la TNF α, qui pourrait avoir une influence dans la survenue de maladies chroniques inflammatoires liées à l'obésité.
L'obésité a un effet sur plusieurs phénomènes hormonaux.

## Répercussions
L'obésité canine diminue la longévité de l'animal, les chiens ayant des scores corporels plus élevés ayant une longévité moindre,. Elle favorise le développement d'autres maladies, et peut également aggraver des pathologies déjà existantes chez l'individu .
La qualité de vie des chiens obèses est diminuée par rapport aux chiens non-obèses. Ils sont également plus nombreux à être intolérants à la chaleur. L'obésité rend certains examens et actes médicaux plus difficiles à réaliser sur les chiens concernés. Les risques liés à l'anesthésie sont également augmentés.
Les répercussions de l'obésité sur l'organisme peuvent être irréversibles si la prise en charge n'a pas lieu rapidement.

### Comorbidités
L'obésité est fréquemment associée à des anomalies comme des pathologies cardiorespiratoires, métaboliques, endocriniennes, urogénitales, orthopédiques et cancéreuses,. L'obésité est le plus souvent associée avec du diabète et de l'ostéoarthrite. Il est possible que l'association entre l'obésité canine et d'autres pathologies soit due à 

## Signes cliniques

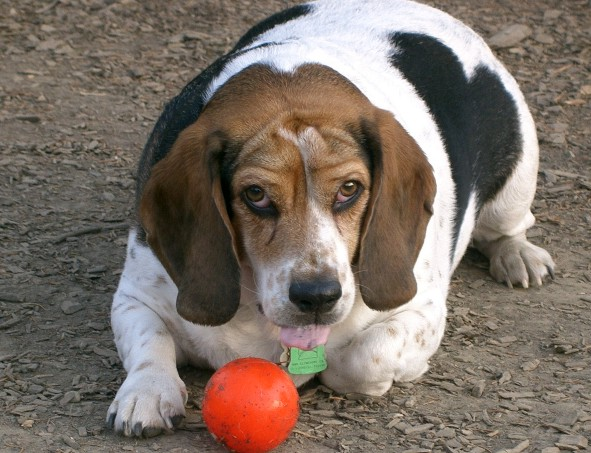
Les chiens obèses peuvent présenter de l'intolérance à l'effort.

## Diagnostic
De nombreuses méthodes existent pour évaluer la corpulence d'un animal. L'estimation du score corporel sur une échelle à neuf points serait l'une des techniques d'évaluation les plus pratiques, mais aussi de nature à sensibiliser le propriétaire concernant le poids de l'animal. Il est également possible d'évaluer l'indice de masse corporelle de l'animal ou de mesurer le tour de taille de l'animal ; cependant, ces techniques ne sont pas plus efficaces que celles du score corporel. La densitométrie osseuse (DEXA) permet également d'évaluer la masse graisseuse de l'animal.

## Prise en charge
Le but du traitement est l'amélioration de la qualité de vie de l'animal, à travers une perte de poids puis un maintien du poids atteint. La prise en charge de l'obésité doit être globale, puisque la maladie résulte d'un ensemble de causes, et englobe couramment des changements diététiques et une augmentation de l'activité physique,. Le traitement doit prendre en compte à la fois l'animal et son propriétaire, ce dernier devant également être accompagné pour que le traitement soit correctement suivi, l'assiduité au régime étant un gage de succès.

### Alimentation

#### Aspects nutritionnels
Le régime alimentaire doit être adapté à chaque individu. L'enjeu est de réduire l'apport calorique journalier à 60 ou 70 % des besoins énergétiques de l'animal, tout en répondant aux besoins nutritionnels de l'animal, malgré la restriction alimentaire. L'objectif de la prise en charge nutritionnelle est de réduire la masse grasse de l'animal tout en conservant sa masse maigre, sans avoir de répercussion négative sur la satiété.
Plusieurs possibilités sont envisageables pour prendre en charge l'obésité d'un point de vue alimentaire.
Les aliments commerciaux destinés aux chiens et aux chats en surpoids ou obèses et conçus dans un objectif de perte de poids ont scientifiquement montré leur efficacité,. Ils ont souvent pour stratégies communes d'être pauvres en graisse, hypocaloriques,, et enrichis en protéines,. La plus importante quantité de fibres qu'ils contiennent permettrait de mieux satisfaire la satiété, ce point restant discuté. Certains aliments commerciaux de ce type permettent également de prendre en compte l'existence d'autres pathologies, comme le diabète.
L'alimentation humide, bien que plus grasse qu'un aliment sec, peut aider grâce à sa plus faible densité calorique.

### Activité physique
L'augmentation de l'activité physique augmente la dépense calorique et permet à la fois de favoriser la perte de graisse et de prévenir la reprise du poids. L'activité physique doit être adaptée à chaque individu suivi, et peut comprendre de la marche, de la course, de la nage, tout comme de l'hydrothérapie ou de l'activité sur tapis roulant,.

### Accompagnement du propriétaire
La prise en charge de l'obésité du chien doit également prendre en compte le propriétaire de l'animal, en s'y adaptant et en l'encourageant dans sa démarche,. Il est important de lever les difficultés posées au propriétaire par la prise en charge, la compliance du propriétaire au plan de régime constituant un obstacle. Un suivi régulier du régime, accompagné d'une pesée régulière, permet de maintenir la motivation du maître dans la prise en charge de son animal.

### Traitement médicamenteux
La dirlotapide et la mitratapide sont des inhibiteurs de la protéine de transfert des triglycérides, et permettent de bloquer l'absorption des graisses à travers les cellules intestinales, et diminuer l'appétit,. Elles permettent une perte de poids de l'ordre de un à deux pourcents par semaine, mais leur effet ne se poursuit pas au-delà du traitement. Elles présentent également des effets secondaires digestifs et sont contre-indiqués pendant la croisance, la gestation et la lactation. La mitratapide est retirée du marché européen en 2011, et la dirlotapide en 2015.
Des médicaments expérimentaux existent également. La prise en charge médicamenteuse ne remplace cependant pas les mesures plus classiques concernant l'alimentation.

### Hospitalisation
La privation complète de nourriture, bien qu'efficace, est controversée. Elle doit être surveillée et entraîne une perte importante de protéines.

### Suivi
Un suivi permet d'évaluer que l'animal supporte bien le régime.
Il est nécessaire que les propriétaires adhèrent à la prise en charge de leur animal, tout en étant accompagnés du vétérinaire. Les propriétaires ont tendance à sous-estimer l'importance du surpoids chez leur animal.
La perte de poids nécessite que le propriétaire abandonne de mauvaises habitudes alimentaires vis-à-vis de son chien, comme le fait de lui donner des restes de table.

### Maintien du poids
L'animal entre dans une phase de maintien du poids une fois que son poids-cible est atteint.
Il est possible de poursuivre un régime si l'animal a facilement tendance à l'obésité.

### Répercussions de la perte de poids
La diminution du poids corporel a pour effet d'améliorer la fonction respiratoire, . La qualité de vie est également augmentée.
Un effet rebond est possible, en particulier lorsque la perte de poids a été importante et rapide. Cet effet peut être limité avec la poursuite d'habitudes acquises pendant le régime, comme la mesure de la quantité de nourriture donnée.

## Prévention
Une réduction de l'apport alimentaire d'un tiers ou l'augmentation de l'exercice physique après la stérilisation sont indiqués.
Les propriétaires de chiens ont tendance à sous-estimer le surpoids de leur animal. Les vétérinaires doivent mesurer score corporel pour en discuter
Il est conseillé de sensibiliser les propriétaires à la diminution des besoins en nourriture de leur animal après la stérilisation, à les encourager à mesurer la quantité de nourriture donnée, et de limiter les friandises distribuées.